# Ligota Górna (Strzelce Opolskie)
Ligota Górna (deutsch: Ober Ellguth) ist eine Ortschaft in Polen in Oberschlesien in der Gemeinde Strzelce Opolskie (Groß Strehlitz) im Powiat Strzelecki in der Woiwodschaft Oppeln.

## Geografie

### Geografische Lage

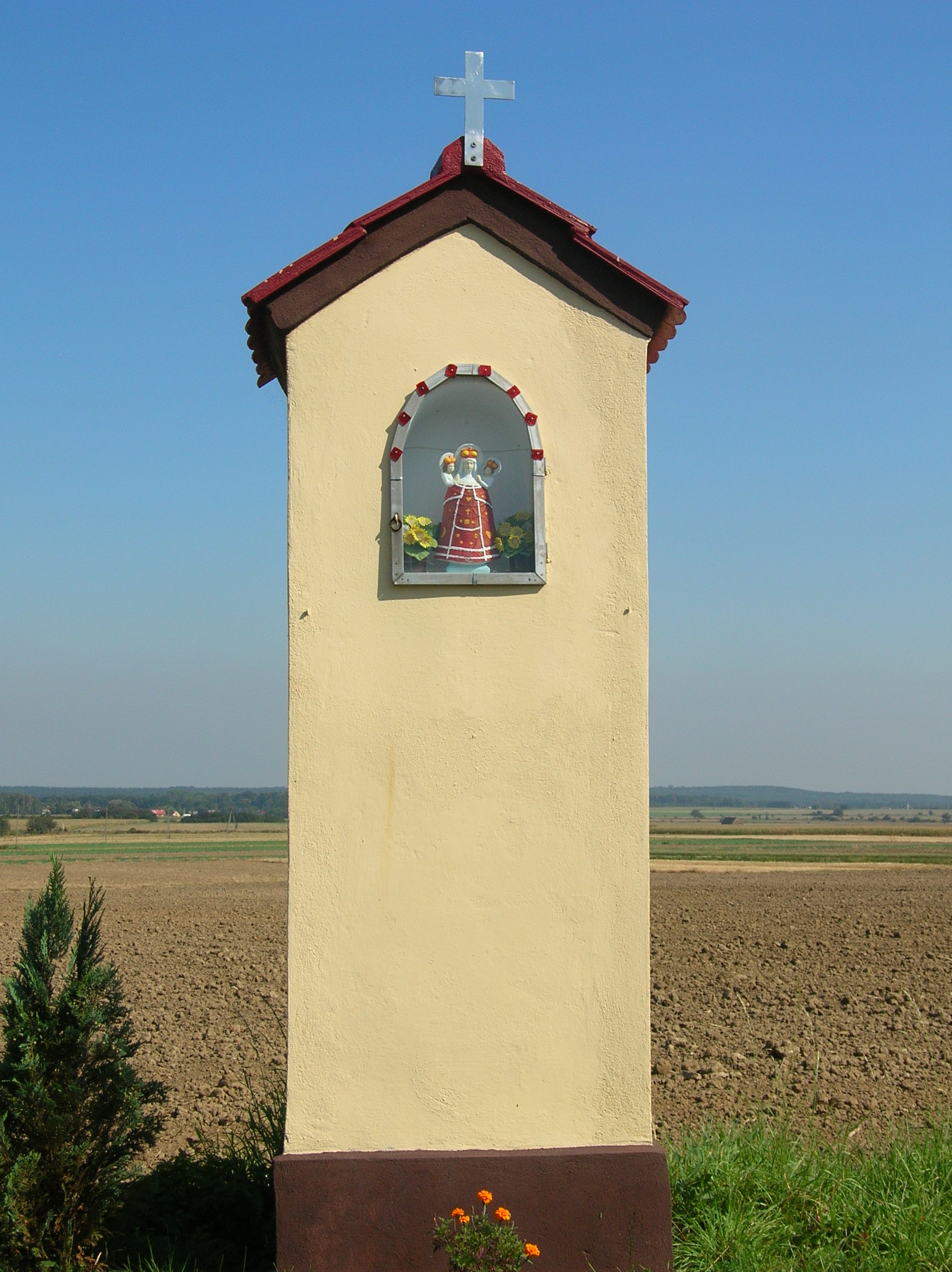
Bildstock

Ligota Górna liegt 10 Kilometer westlich vom Gemeindesitz und der Kreisstadt Strzelce Opolskie und 26 Kilometer südöstlich von der Woiwodschaftshauptstadt Oppeln.

### Nachbarorte
Nachbarorte von Ligota Górna sind im Westen Ligota Dolna (Nieder Ellguth), im Norden Niwki (Niewke) und im Osten Wyssoka (Wysoka).

## Geschichte
Bei der Volksabstimmung in Oberschlesien am 20. März 1921 stimmten 68 Wahlberechtigte für einen Verbleib bei Deutschland und 23 für Polen. Ober Ellguth verblieb beim Deutschen Reich. 1933 lebten im Ort 179 Einwohner. 1939 hatte der Ort 166 Einwohner. Bis 1945 befand sich der Ort im Landkreis Groß Strehlitz.
1945 kam der bisher deutsche Ort unter polnische Verwaltung und wurde in Ligota Górna umbenannt und der Woiwodschaft Schlesien angeschlossen. 1950 kam der Ort zur Woiwodschaft Oppeln. 1999 kam der Ort zum wiedergegründeten Powiat Strzelecki.